# Ilse Losa
Ilse Lieblich Losa (Buer, Melle, Alemanha, 20 de março de 1913 — Porto, Portugal, 6 de janeiro de 2006) foi uma escritora e tradutora portuguesa de origem judaica.

## Biografia
Filha de Artur Lieblich e de Hedwig Hirsch Lieblich, ambos judeus alemães, Ilse Lieblich Losa nasceu na pequena aldeia de Buer, em Melle, perto de Hanôver, na Baixa Saxónia, Alemanha, a 20 de março de 1913, sendo criada e educada pelos seus avós paternos Joseph e Fanny durante os seus primeiros anos de vida. Anos mais tarde, já a viver com os seus pais e os seus dois irmãos mais novos, Ernest (nascido em junho de 1914) e Fritz, frequentou os liceus de Osnabrück e Hildesheim, e mais tarde o Instituto Comercial de Hanôver.
Após a morte prematura do seu pai, vitimado por um cancro, em finais da década de 1920, a família começou a sofrer várias dificuldades financeiras. Decidida a ajudar a família, Ilse partiu em 1930 para Inglaterra, onde trabalhou como au pair, tomando conta de crianças. Por lá, teve os primeiros contactos com escolas infantis e os problemas das crianças, assim como pôde aperfeiçoar o seu inglês.
Apenas um ano depois, regressou à Alemanha. Contudo, em pleno clima de fervor e terror nazi, muito rapidamente, devido à sua origem judaica, a sua família começou a ser alvo de ataques anti-semitas. Ameaçada pela Gestapo de ser enviada para um campo de concentração, após ter sido submetida, durante horas, a um exaustivo interrogatório, tomou a decisão de abandonar o seu país de origem com a sua mãe, “[…] num barco miserável e superlotado de escorraçados”. Chegou a Portugal em 1934, tendo-se fixado na cidade do Porto, onde o seu irmão Fritz, que já estava a viver em Portugal, e era casado com Florisa Estelita Gonçalves, de quem teve duas filhas, Sílvia Gonçalves Lieblich e Ângela Gonçalves Lieblich, a acolheu prontamente. Em 1935, Ilse casou com o arquiteto Arménio Taveira Losa, tendo adquirido a nacionalidade portuguesa. Nesse mesmo ano, tornou-se sócia na Associação Feminina Portuguesa para a Paz, uma associação apolítica e não religiosa de mulheres antifascistas e antibélicas.
Em 1938 nasceu a sua primeira filha, Alexandra Lieblich Losa; e em 1949, ano em que nasceu a sua segunda filha, Margarida Lieblich Losa, publicou o seu primeiro livro, "O mundo em que vivi", o qual relatava a sua infância, adolescência e juventude, até ao momento em que teve de abandonar a sua pátria para escapar à perseguição e aos horrores dos campos de concentração. Desde essa altura dedicou a sua vida à tradução e à literatura infanto-juvenil, tendo sido galardoada duas vezes com o Grande Prémio Gulbenkian de Literatura para Crianças em 1981, pelo livro "Na Quinta das Cerejeiras", e em 1984 pelo conjunto da sua obra dirigida às crianças. Em 1989, a pintora Manuela Bacelar  recebeu o Prémio Maçã de Ouro da Bienal Internacional de Bratislava, pelo livro "Silka" escrito por Ilse Losa. Ainda que o seu nome se encontre profundamente ligado à escrita destinada aos mais novos, a sua obra estende-se ao romance, ao conto e à crónica.
Em 1998 recebeu o Grande Prémio da Crónica, da Associação Portuguesa de Escritores devido à sua obra "À Flor do Tempo". Colaborou em diversos jornais e revistas, alemães e portugueses, como o Jornal de Notícias, Seara Nova, Vértice, Jornal das Letras, O Comércio do Porto, Diário de Notícias, Público ou Neue Deutsche Literatur, está representada em várias antologias de autores portugueses e colaborou na organização e tradução de obras portuguesas publicadas na Alemanha. Traduziu do alemão para português alguns dos mais consagrados autores, como Brecht, Erich Kästner, Max Frisch ou Anna Seghers, sendo ainda de salientar o icónico "Diário de Anne Frank".
Segundo Óscar Lopes, "os seus livros são uma só odisseia interior de uma demanda infindável da pátria, do lar, dos céus a que uma experiência vivida só responde com uma multiplicidade de mundos que tanto atraem como repelem e que todos entre si se repelem".
Em A Representação do Holocausto em Ilse Losa, Paulo Jorge Teixeira Cavaco defende que as obras narrativas da autora podem ser lidas como uma trilogia, nas quais se representa este evento histórico. Neste sentido, os romances de Ilse Losa exploram três tempos (o antes, o durante e o depois do Holocausto) e diversos atores que estiveram envolvidos no acontecimento (as vítimas, os perpetradores, os bystanders e os resistentes).
A 9 de Junho de 1995 foi feita Comendadora da Ordem do Infante D. Henrique.
Ilse Losa faleceu aos 92 anos, vítima de doença prolongada, em sua casa, no Porto, encontrando-se sepultada no Cemitério do Prado do Repouso, na mesma cidade.

## Obras de Ilse Losa

### Romances
- O Mundo em Que Vivi (1990)
- Histórias Quase Esquecidas (1950), contos
- Grades Brancas (1951), poemas em prosa
- Rio Sem Ponte (1952)
- Aqui Havia Uma Casa (1955) – ilustrações de Pitum Keil do Amaral
- Retta ou o Ciúme da Morte (1958), contos
- Sob Céus Estranhos (1962)
- Encontro no Outono (1965), contos
- O Barco Afundado (1979), contos
- Caminhos Sem Destino (1991), contos

### Literatura infantil
- Faísca Conta a Sua História (1949), ilustrado por Manuela Bacelar
- A Flor Azul e outras Histórias (1955)
- Um Fidalgo de Pernas Curtas (1958)
- Um Artista Chamado Duque (1965), ilustrado por Manuela Bacelar
- A Adivinha (1967), teatro infantil
- O Quadro Roubado (1976)
- Beatriz e o Plátano (1977)
- João e Guida (1977), teatro infantil
- O Príncipe Nabo (1978), teatro infantil
- O Mosquito e o Sr. Pechincha (1979), ilustrado por Manuela Bacelar
- A Minha Melhor História (1979)
- Bonifácio (1980)
- A Estranha História duma Tília (1981)
- Na Quinta das Cerejeiras (1981)
- O Expositor (1982)
- Viagem com Wish (1983)
- Estas Searas (1984), contos e crónicas
- Silka (1984), ilustrado por Manuela Bacelar
- Ana-Ana ou Uma Coisa Nunca Vista (1987)
- O Senhor Leopardo (1987)
- Ora ouve... Histórias Antiquíssimas (1987), adaptação
- A Visita do Padrinho (1989)
- O Rei Rique e Outras Histórias (1989)

### Crónicas
- Ida e Volta à Procura de Babbitt (1958)
- À Flor do Tempo (1997)

## Prémios
- 1982: Prémio da Calouste Gulbenkian de Literatura para Crianças, pelo livro Na Quinta das Cerejeiras.
- 1984: Grande Prémio Gulbenkian de Literatura para Crianças e Jovens, pelo conjunto da obra.
- 1998: Grande Prémio de Crónica, da APE (Associação Portuguesa de Escritores) devido à sua obra À Flor do Tempo.
- 1989: Prémio Maçã de Ouro da Bienal Internacional de Ilustração de Bratislava, pelo conto Silka (atribuído à ilustradora Manuela Bacelar)[7]